# والتر بيريز (الدراج)
والتر بيريز (بالإسبانية: Walter Pérez) مواليد 31 يناير 1975 في بوينس آيرس، الأرجنتين، هو دراج أرجنتيني. شارك في دورة الألعاب الأولمبية الصيفية وفاز بميدالية أولمبية.

## الميداليات
| الميدالية | المسابقة                       |
| --------- | ------------------------------ |
| ذهبية     | الألعاب الأولمبية الصيفية 2008 |

## روابط خارجية
- والتر بيريز على موقع الاتحاد الدولي للدراجات (الإنجليزية)
- والتر بيريز على موقع أرشيف الدراجات (الإنجليزية)
- والتر بيريز على موقع نسبة الدراجات (الإنجليزية)
- والتر بيريز على موقع CycleBase (الإنجليزية)
- والتر بيريز على موقع اللجنة الأولمبية الدولية (الإنجليزية)
- والتر بيريز على موقع أوليمبيديا (الإنجليزية)
- والتر بيريز على موقع اللجنة الأولمبية الأرجنتينية (الإسبانية)